# Весоловский, Бронислав Эузебиуш
Весоло́вский Брони́слав Эузеби́уш (пол. Bronisław Euzebiusz Wesołowski, псевдонимы Смутны, Ян из Киева) — деятель польского и русского рабочего и революционного движения.

## Биография
Окончил Политехнический институт в Цюрихе, по образованию инженер-электротехник. Участвовал в разработке проекта программы, принятой 1 съездом Социал-демократии Королевства Польского (1894, Варшава). В 1904 году поселился в Киеве, где включился в работу РСДРП. Летом 1905 нелегально вернулся в Варшаву, стал секретарём Варшавского комитета Социал-демократии Королевства Польского и Литвы (СДКПиЛ), был одним из руководителей партии. В 1907 участвовал в работе 5 съезда РСДРП, поддерживал вместе со всей делегацией СДКПиЛ большевиков во главе с В. И. Лениным. За революционную деятельность около 20 лет провёл в тюрьмах и на каторге.
В феврале 1917 приехал в Петроград из ссылки в Енисейской губернии. Представлял польскую социал-демократию в ЦК РСДРП(б). С июня 1917 кандидат в члены Исполкома польских социал-демократических групп в России. Был (с весны по ноябрь 1917) членом секретариата ЦК РСДРП(б), членом Петроградского ВРК. Делегат II съезда Советов, член ВЦИК. С июля 1918 г. член, с декабря — председатель Верховного революционного трибунала.
В декабре 1918 выехал в Польшу во главе делегации Красного Креста для переговоров об обмене военнопленными. Вместе с членами делегации 2 января 1919 года был убит польскими жандармами около села Вылины-Русь (пол. Wyliny-Ruś), Высокомазовецкого повята.